# Desná (ort i Tjeckien, Liberec)
Desná är en stad i Tjeckien.   Den ligger i distriktet Okres Jablonec nad Nisou och regionen Liberec, i den norra delen av landet, 100 km nordost om huvudstaden Prag. Desná ligger 520 meter över havet och antalet invånare är 3 481.
Terrängen runt Desná är huvudsakligen kuperad. Desná ligger nere i en dal. Runt Desná är det ganska tätbefolkat, med 96 invånare per kvadratkilometer. Närmaste större samhälle är Jablonec nad Nisou, 10,1 km väster om Desná. I omgivningarna runt Desná växer i huvudsak blandskog.